# پیرو اسکاروفی
پیرو اسکاروفی (انگلیسی: Piero Scaruffi؛ زاده ۱۹۵۵) نویسنده ایتالیایی-آمریکایی است که وبسایتی دارد که در آن نقدهای او در مورد موسیقی، فیلم و هنر منتشر می‌شود.

## زندگی
اسکاروفی در سال ۱۹۵۵ در تریورو، کومونه‌ای از استان بیه‌لا در ایتالیا زاده شد. او از دانشگاه تورین با مدرکی در ریاضیات فارغ‌التحصیل شد.